# Campeonato Mundial de Atletismo em Pista Coberta de 2008 - Salto em distância masculino
A competição do salto em distância masculino do Campeonato Mundial de Atletismo em Pista Coberta de 2008, foi disputado no Palácio-Velódromo Luis Puig, em Valência.

## Medalhistas
| Ouro                         | Prata                       | Bronze                            |
| Godfrey Khotso Mokoena (RSA) | Christopher Tomlinson (GBR) | Mohamed Salman Al Khuwalidi (KSA) |

## Resultados

### Eliminatória
Qualificação: 7,95 m (Q) ou os 8 melhores qualificados (q). 
| Colocação | Atleta                      | Nacionalidade   | Distância | Notas | Provas | Provas | Provas |
| Colocação | Atleta                      | Nacionalidade   | Distância | Notas | 1      | 2      | 3      |
| --------- | --------------------------- | --------------- | --------- | ----- | ------ | ------ | ------ |
| 1         | Godfrey Khotso Mokoena      | África do Sul   | 8.01 SB   | Q     | 7.81   | 7.52   | 8.01   |
| 2         | Mohamed Salman Al Khuwalidi | Arábia Saudita  | 8.00      | Q     | 8.00   |        |        |
| 3         | Christopher Tomlinson       | Reino Unido     | 7.95      | Q     | 7.95   |        |        |
| 4         | Marcin Starzak              | Polónia         | 7.92      | q     | X      | 7.92   | 6.13   |
| 5         | James Beckford              | Jamaica         | 7.91 SB   | q     | 7.75   | 7.56   | 7.91   |
| 6         | Wilfredo Martínez           | Cuba            | 7.82      | q     | 7.48   | 7.82   | 7.76   |
| 7         | Gable Garenamotse           | Botswana        | 7.82 SB   | q     | 7.66   | 7.82   | 7.74   |
| 8         | Nikolay Atanasov            | Bulgária        | 7.82      | q     | 7.73   | 7.82   | X      |
| 9         | Salim Sdiri                 | França          | 7.78      |       | 7.74   | 5.72   | 7.78   |
| 10        | Louis Tsatoumas             | Grécia          | 7.77      |       | 7.64   | 7.77   | 7.73   |
| 11        | Rogério Bispo               | Brasil          | 7.77      |       | 7.41   | 7.77   | 7.35   |
| 12        | Hussein Taher Al-Sabee      | Arábia Saudita  | 7.74 SB   |       | 7.61   | 7.59   | 7.74   |
| 13        | Trevell Quinley             | Estados Unidos  | 7.60      |       | 7.53   | 7.37   | 7.60   |
| 14        | Peter Rapp                  | Alemanha        | 7.59      |       | 7.50   | 7.59   | 7.49   |
| 15        | Saleh Abdelaziz Al-Haddad   | Kuwait          | 7.52      |       | X      | 7.52   | 7.51   |
| 16        | Issam Nima                  | Argélia         | 7.45 SB   |       | 7.34   | 7.45   | 7.33   |
| 17        | Li Runrun                   | China           | 7.43 SB   |       | 7.30   | 7.43   | X      |
| 18        | Tyrone Smith                | Bermudas        | 7.38      |       | X      | X      | 7.38   |
| 19        | Arnaud Casquette            | Ilhas Maurícias | 7.36 SB   |       | X      | 7.31   | 7.36   |
| 20        | John Moffitt                | Estados Unidos  | 7.17      |       | 7.17   | X      | 7.09   |

### Final
| Colocação         | Atleta                      | Nacionalidade  | Distância | Provas | Provas | Provas | Provas | Provas | Provas |
| Colocação         | Atleta                      | Nacionalidade  | Distância | 1      | 2      | 3      | 4      | 5      | 6      |
| ----------------- | --------------------------- | -------------- | --------- | ------ | ------ | ------ | ------ | ------ | ------ |
| Medalha de ouro   | Godfrey Khotso Mokoena      | África do Sul  | 8.08 SB   | 8.05   | 8.01   | 8.03   | 8.03   | 8.08   | X      |
| Medalha de prata  | Christopher Tomlinson       | Reino Unido    | 8.06      | 8.06   | 8.04   | 8.01   | X      | 7.90   | 7.95   |
| Medalha de bronze | Mohamed Salman Al Khuwalidi | Arábia Saudita | 8.01      | 7.79   | 7.23   | X      | 8.01   | X      | 7.96   |
| 4                 | Gable Garenamotse           | Botswana       | 7.93 SB   | 7.85   | 7.93   | 7.85   | 7.66   | 7.63   | X      |
| 5                 | Nikolay Atanasov            | Bulgária       | 7.90      | X      | 7.72   | 7.85   | X      | 7.90   | X      |
| 6                 | James Beckford              | Jamaica        | 7.85      | 7.81   | X      | 7.81   | X      | 7.78   | 7.85   |
| 7                 | Marcin Starzak              | Polónia        | 7.74      | 7.72   | X      | X      | 7.69   | 7.74   | 7.57   |
| 8                 | Wilfredo Martínez           | Cuba           | 7.72      | X      | X      | 7.72   | 7.71   | X      | X      |

Legenda
| Recorde mundial       | Recorde mundial (World record)               |                       | Recorde africano                      | Recorde africano (African) |                                           | Q | Classificado por posição (Qualified) |
| Recorde do campeonato | Recorde do campeonato (Championship record)  | Recorde da América    | Recorde da América (Americas)         | q                          | Classificado por melhor tempo (Qualified) |   |                                      |
| Melhor marca do ano   | Melhor marca do ano (World leading)          | Recorde asiático      | Recorde asiático (Asian)              | DNS                        | Não largou (Did not start)                |   |                                      |
| Recorde nacional      | Recorde nacional (National record)           | Recorde europeu       | Recorde europeu (European)            | DNF                        | Não terminou (Did not finish)             |   |                                      |
| Recorde pessoal       | Recorde pessoal do atleta (Personal best)    | Recorde da Oceania    | Recorde da Oceania (Oceania)          | DSQ / DQ                   | Desclassificado (Disqualified)            |   |                                      |
| Recorde da temporada  | Recorde da temporada do atleta (Season best) | Recorde sul-americano | Recorde sul-americano (South America) | NM                         | Sem marca (No mark)                       |   |                                      |